# Министър-председател на България
Министър-председател на Република България, наричан от 1879 г. до 1991 г. председател на Министерския съвет (неофициално: премиер-министър или само премиер), е най-високата длъжност в изпълнителната власт.
Първият министър-председател на Княжество България е Тодор Бурмов и е назначен с указ от княз Александър I Батенберг на 5 юли 1879 г., а сформираното от него правителство има задачата да подготви избори през 1879 г.
В съвременна България пълномощията на министър-председателя се регулират от Конституцията на Република България.
В България кандидатурата на министър-председателя се предлага на президента след консултации от партията получила най-много гласове на изборите за Народно събрание. Президентът издава указ, с който връчва проучвателен мандат на кандидата за министър председател за съставяне на правителство.
Министър-председателят се избира и освобождава непосредствено от Народното събрание. След 1991 г., съгласно Конституцията на страната, при определени обстоятелства, посочени в нея, президентът назначава служебно правителство, което се ръководи от служебен министър-председател.
Правителството на България се състои от министър-председател, вицепремиери и министри. Министър-председателят ръководи и координира цялостната политика на правителството и носи отговорност за нея. Той има правото да назначава и освобождава заместник-министри. Министрите ръководят министерства, освен ако Народното събрание не реши друго.
В списъка датите за назначаването и освобождаването на министър-председателите са изписани по нов стил, възприет през 1916 г. при приемането на григорианския календар в България. В скоби са дадени датите по стар стил така, както са изписвани в държавните документи до 1916 г. Това се налага, за да няма различия с данните, показвани тук и в друга литература по този въпрос, ползвана също като източник за правителствените кабинети на България.

## Княжество България(1878 – 1908)
| №                                                    | Портрет | Име (Роден-Починал)                                       | Встъпил в длъжност                                                                                         | Напуснал длъжност                                                                             | Парламентарна група/Партия/Коалиция | Правителство            | Бележки |
| ---------------------------------------------------- | ------- | --------------------------------------------------------- | --- | --------------------------------------------------------------------------------------------- | ----------------------------------- | ----------------------- | --- |
| Председатели на Министерския съвет 1879 – 1908       |         |                                                           | |                                                                                               |                                     |                         | |
| 1                                                    |         | Тодор Бурмов (1834 – 1906)                                | 17 юли (5 юли) 1879                                                                                        | 6 декември (24 ноември) 1879                                                                  | Консервативна партия                | Бурмов                  | Служебен кабинет, назначен с Указ № 1 / 5 юли 1879 г.                                                                           |
| 2                                                    |         | епископ Климент Браницки (Васил Друмев) (1841 – 1901)     | 6 декември (24 ноември) 1879                                                                               | 7 април (26 март) 1880                                                                        | Консервативна партия                | Климент 1               | Служебен кабинет, назначен с Указ № 334 / 24 ноември 1879 г.                                                                    |
| 3                                                    |         | Драган Цанков (1828 – 1911)                               | 7 април (26 март) 1880                                                                                     | 10 декември (28 ноември) 1880                                                                 | Либерална партия                    | Д. Цанков 1             | [ 8 ] [ 9 ] [ 10 ] |
| 4                                                    |         | Петко Каравелов (1843 – 1903)                             | 10 декември (28 ноември) 1880                                                                              | 9 май (27 април) 1881                                                                         | Либерална партия                    | Каравелов 1             | [ 11 ] [ 12 ] |
| 5                                                    |         | Казимир Ернрот (1833 – 1913)                              | 9 май (27 април) 1881                                                                                      | 13 юли (1 юли) 1881                                                                           | безпартиен                          | Ернрот                  | [ 13 ] [ 14 ] |
| Вакантен (13 юли (1 юли) 1881 – 5 юли (23 юни) 1882) |         |                                                           | |                                                                                               |                                     |                         | |
| 6                                                    |         | Леонид Соболев (1844 – 1913)                              | 5 юли (23 юни) 1882                                                                                        | 19 септември (7 септември) 1883                                                               | безпартиен                          | Соболев                 | [ 15 ] [ 16 ] |
| (3)                                                  |         | Драган Цанков (1828 – 1911)                               | 19 септември (7 септември) 1883 (2-ри мандат) 13 януари (1 януари) 1884 (3-ти мандат)                      | 12 януари (31 декември) 1883 (2-ри мандат) 11 юли (29 юни) 1884 (3-ти мандат)                 | Либерална партия                    | Д. Цанков 2 Д. Цанков 3 | |
| (4)                                                  |         | Петко Каравелов (1843 – 1903)                             | 11 юли (29 юни) 1884 (2-ри мандат)                                                                         | 21 август (9 август) 1886                                                                     | Либерална партия (каравелисти)      | Каравелов 2             | |
| (2)                                                  |         | митрополит Климент Търновски (Васил Друмев) (1841 – 1906) | 21 август (9 август) 1886 (2-ри мандат)                                                                    | 24 август (12 август) 1886                                                                    | Консервативна партия                | Климент 2               | |
| (4)                                                  |         | Петко Каравелов (1843 – 1903)                             | 24 август (12 август) 1886 (3-ти мандат)                                                                   | 28 август (16 август) 1886                                                                    | Либерална партия                    | Каравелов 3             | |
| 7                                                    |         | Васил Радославов (1854 – 1929)                            | 28 август (16 август) 1886                                                                                 | 10 юли (28 юни) 1887                                                                          | Либерална партия (радослависти)     | Радославов 1            | [ 17 ] [ 18 ] |
| 8                                                    |         | Константин Стоилов (1853 – 1901)                          | 10 юли (29 юни) 1887                                                                                       | 1 септември (20 август) 1887                                                                  | Консервативна партия                | Стоилов 1               | [ 19 ] [ 20 ] |
| 9                                                    |         | Стефан Стамболов (1854 – 1895)                            | 1 септември (20 август) 1887                                                                               | 31 май (19 май) 1894                                                                          | Народнолиберална партия             | Стамболов               | [ 21 ] |
| (8)                                                  |         | Константин Стоилов (1853 – 1901)                          | 31 май (19 май) 1894 (2-ри мандат) (9 декември) 1894 (3-ти мандат)                                         | (9 декември) 1894 (2-ри мандат) 30 януари (18 януари) 1899 (3-ти мандат)                      | Народна партия                      | Стоилов 2 Стоилов 3     | |
| 10                                                   |         | Димитър Греков (1847 – 1901)                              | 30 януари (19 януари) 1899                                                                                 | 13 октомври (1 октомври) 1899                                                                 | Народнолиберална партия             | Греков                  | 5 министри от ЛП (радослависти), 2 – от НЛП                                                                                     |
| 11                                                   |         | Тодор Иванчов (1858 – 1906)                               | 13 октомври (1 октомври) 1899 (1-ви мандат) (27 ноември) 1900 (2-ри мандат)                                | (27 ноември) 1900 (1-ви мандат) 25 януари (12 януари) 1901 (2-ри мандат)                      | безпартиен                          | Иванчов 1 Иванчов 2     | В първото правителство на Иванчов – 5 министри от ЛП (радослависти), във второто правителство – 1 министър от ЛП (радослависти) |
| 12                                                   |         | Рачо Петров (1861 – 1942)                                 | 25 януари (12 януари) 1901                                                                                 | 5 март (20 февруари) 1901                                                                     | безпартиен                          | Петров 1                | [ 25 ] [ 26 ] |
| (4)                                                  |         | Петко Каравелов (1843 – 1903)                             | 5 март (20 февруари) 1901 (4-ти мандат)                                                                    | 4 януари 1902 (21 декември 1901)                                                              | Демократическа партия               | Каравелов 4             | |
| 13                                                   |         | Стоян Данев (1858 – 1949)                                 | 4 януари 1902 (22 декември 1901) (1-ви мандат) (4 ноември 1902) (2-ри мандат) (18 март 1903) (3-ти мандат) | (2 ноември 1902) (1-ви мандат) (18 март 1903) (2-ри мандат) 19 май (6 май) 1903 (3-ти мандат) | Прогресивнолиберална партия         | Данев 1 Данев 2 Данев 3 | [ 27 ] |
| (11)                                                 |         | Рачо Петров (1861 – 1942)                                 | 19 май (6 май) 1903 (2-ри мандат)                                                                          | 5 ноември (22 октомври) 1906                                                                  | безпартиен                          | Петров 2                | |
| 14                                                   |         | Димитър Петков (1858 – 1907)                              | 5 ноември (23 октомври) 1906                                                                               | 11 март (26 февруари) 1907                                                                    | Народнолиберална партия             | Д. Петков               | [ 28 ] |
| 15                                                   |         | Димитър Станчов (1863 – 1940)                             | 12 март (27 февруари) 1907                                                                                 | 16 март (3 март) 1907                                                                         | безпартиен                          | Станчов                 | НЛП е представена с 5 министри                                                                                                  |
| 16                                                   |         | Петър Гудев (1863 – 1932)                                 | 16 март (3 март) 1907                                                                                      | 29 януари (16 януари) 1908                                                                    | Народнолиберална партия             | Гудев                   | [ 30 ] |
| 17                                                   |         | Александър Малинов (1867 – 1938)                          | 29 януари 1908                                                                                             | 5 октомври 1908                                                                               | Демократическа партия               | Малинов 1               | [ 29 ] |

## Царство България(1908 – 1946)
| №                                              | Портрет | Име (Роден-Починал)                   | Встъпил в длъжност                                     | Напуснал длъжност | Парламентарна група/Партия/Коалиция | Правителство                                            | Бележки                         |
| ---------------------------------------------- | ------- | ------------------------------------- | ------------------------------------------------------ | ----------------- | ----------------------------------- | ------------------------------------------------------- | ------------------------------- |
| Председатели на Министерския съвет 1908 – 1946 |         |                                       |                                                        |                   |                                     |                                                         |                                 |
| (17)                                           |         | Александър Малинов (1867 – 1938)      | 5 октомври 1908                                        | 29 март 1911      | Демократическа партия               | Малинов 1 Малинов 2                                     |                                 |
| 18                                             |         | Иван Гешов (1849 – 1924)              | 29 март 1911                                           | 14 юни 1913       | Народна партия                      | Гешов                                                   | [ 31 ]                          |
| (13)                                           |         | Стоян Данев (1858 – 1949)             | 14 юни 1913 (4-ти мандат)                              | 17 юли 1913       | Прогресивнолиберална партия         | Данев 4                                                 |                                 |
| (7)                                            |         | Васил Радославов (1854 – 1929)        | 17 юли 1913 (2-ри мандат)                              | 21 юни 1918       | Либерална партия (радослависти)     | Радославов 2 Радославов 3                               |                                 |
| (17)                                           |         | Александър Малинов (1867 – 1938)      | 21 юни 1918 (2-ри мандат)                              | 28 ноември 1918   | Демократическа партия               | Малинов 3 Малинов 4                                     |                                 |
| 19                                             |         | Теодор Теодоров (1859 – 1924)         | 28 ноември 1918                                        | 6 октомври 1919   | Народна партия                      | Теодоров 1 Теодоров 2                                   | [ 32 ]                          |
| 20                                             |         | Александър Стамболийски (1879 – 1923) | 6 октомври 1919                                        | 9 юни 1923        | БЗНС                                | Стамболийски 1 Стамболийски 2                           | [ 33 ] [ 34 ]                   |
| 21                                             |         | Александър Цанков (1879 – 1959)       | 9 юни 1923 (след военен преврат)                       | 4 януари 1926     | Демократически сговор               | А. Цанков 1 А. Цанков 2                                 | [ 29 ]                          |
| 22                                             |         | Андрей Ляпчев (1866 – 1933)           | 4 януари 1926                                          | 29 юни 1931       | Демократически сговор               | Ляпчев 1 Ляпчев 2 Ляпчев 3                              | [ 35 ]                          |
| (17)                                           |         | Александър Малинов (1867 – 1938)      | 29 юни 1931 (3-ти мандат)                              | 12 октомври 1931  | Народен блок                        | Малинов 5                                               |                                 |
| 23                                             |         | Никола Мушанов (1872 – 1951)          | 12 октомври 1931                                       | 19 май 1934       | Народен блок                        | Мушанов 1 Мушанов 2 Мушанов 3                           | [ 29 ] [ 36 ]                   |
| 24                                             |         | Кимон Георгиев (1882 – 1969)          | 19 май 1934 (след военен преврат)                      | 22 януари 1935    | безпартиен                          | К.Георгиев 1                                            | [ 37 ] [ 38 ]                   |
| 25                                             |         | Пенчо Златев (1881 – 1948)            | 22 януари 1935                                         | 21 април 1935     | безпартиен                          | Златев                                                  | [ 29 ]                          |
| 26                                             |         | Андрей Тошев (1867 – 1944)            | 21 април 1935                                          | 23 ноември 1935   | безпартиен                          | Тошев                                                   | [ 29 ]                          |
| 27                                             |         | Георги Кьосеиванов (1884 – 1960)      | 23 ноември 1935                                        | 16 февруари 1940  | безпартиен                          | Кьосеиванов 1 Кьосеиванов 2 Кьосеиванов 3 Кьосеиванов 4 | [ 39 ]                          |
| 28                                             |         | Богдан Филов (1883 – 1945)            | 16 февруари 1940                                       | 9 септември 1943  | безпартиен                          | Филов 1 Филов 2                                         | [ 40 ]                          |
| -                                              |         | Петър Габровски (1898 – 1945)         | 9 септември 1943                                       | 14 септември 1943 | безпартиен                          | —                                                       | Временно, замества Богдан Филов |
| 29                                             |         | Добри Божилов (1884 – 1945)           | 14 септември 1943                                      | 1 юни 1944        | безпартиен                          | Божилов                                                 | [ 41 ]                          |
| 30                                             |         | Иван Багрянов (1891 – 1945)           | 1 юни 1944                                             | 2 септември 1944  | безпартиен                          | Багрянов                                                | [ 29 ] [ 42 ]                   |
| 31                                             |         | Константин Муравиев (1893 – 1965)     | 2 септември 1944 (с царски указ на Регентския съвет)   | 9 септември 1944  | БЗНС Врабча 1                       | Муравиев                                                | [ 29 ]                          |
| (24)                                           |         | Кимон Георгиев (1882 – 1969)          | 9 септември 1944 (2-ри мандат) (след държавен преврат) | 23 ноември 1946   | ОФ                                  | К.Георгиев 2 К.Георгиев 3                               |                                 |

## Народна република България(1946 – 1990)
| №                                             | Портрет | Име (Роден-Починал)           | Встъпил в длъжност | Напуснал длъжност | Парламентарна група/Партия/Коалиция | Правителство                | Бележки       |
| --------------------------------------------- | ------- | ----------------------------- | ------------------ | ----------------- | ----------------------------------- | --------------------------- | ------------- |
| Председател на Министерския съвет 1946 – 1990 |         |                               |                    |                   |                                     |                             |               |
| 32                                            |         | Георги Димитров (1882 – 1949) | 23 ноември 1946    | 2 юли 1949        | ОФ                                  | Г. Димитров 1 Г. Димитров 2 | [ 43 ]        |
| 33                                            |         | Васил Коларов (1877 – 1950)   | 2 юли 1949         | 23 януари 1950    | ОФ                                  | Коларов 1 Коларов 2         | [ 44 ] [ 45 ] |
| 34                                            |         | Вълко Червенков (1900 – 1980) | 3 февруари 1950    | 17 април 1956     | ОФ                                  | Коларов 2 Червенков         | [ 46 ]        |
| 35                                            |         | Антон Югов (1904 – 1991)      | 17 април 1956      | 19 ноември 1962   | БКП, БЗНС, ОФ                       | Югов 1 Югов 2 Югов 3        | [ 29 ]        |
| 36                                            |         | Тодор Живков (1911 – 1998)    | 19 ноември 1962    | 9 юли 1971        | БКП, БЗНС                           | Живков 1 Живков 2           | [ 47 ]        |
| 37                                            |         | Станко Тодоров (1920 – 1996)  | 9 юли 1971         | 18 юни 1981       | БКП, БЗНС                           | Тодоров 1 Тодоров 2         | [ 48 ] [ 49 ] |
| 38                                            |         | Гриша Филипов (1919 – 1994)   | 18 юни 1981        | 19 юни 1986       | БКП, БЗНС                           | Филипов                     | [ 29 ]        |
| 39                                            |         | Георги Атанасов (1933 – 2022) | 19 юни 1986        | 8 февруари 1990   | БКП, БЗНС                           | Атанасов                    | [ 29 ]        |
| 40                                            |         | Андрей Луканов (1938 – 1996)  | 8 февруари 1990    | 20 декември 1990  | БСП                                 | Луканов 1 Луканов 2         | [ 50 ]        |

## Република България(след 1990)
| №                                             | Портрет | Име (Роден-Починал)                 | Встъпил в длъжност          | Напуснал длъжност | Парламентарна група/Партия/Коалиция            | Правителство        | Бележки                                                                               |
| --------------------------------------------- | ------- | ----------------------------------- | --------------------------- | ----------------- | ---------------------------------------------- | ------------------- | ------------------------------------------------------------------------------------- |
| Председател на Министерския съвет 1990 – 1991 |         |                                     |                             |                   |                                                |                     |                                                                                       |
| 41                                            |         | Димитър Попов (1927 – 2015)         | 22 декември 1990            | 8 ноември 1991    | безпартиен                                     | Попов               | [ 29 ] [ 51 ]                                                                         |
| Министър-председател 1991 –                   |         |                                     |                             |                   |                                                |                     |                                                                                       |
| 42                                            |         | Филип Димитров (род. 1955)          | 8 ноември 1991              | 30 декември 1992  | СДС                                            | Ф. Димитров         | [ 52 ] [ 53 ]                                                                         |
| 43                                            |         | Любен Беров (1925 – 2006)           | 30 декември 1992            | 17 октомври 1994  | безпартиен                                     | Беров               | Управлява с мандат на Движението за права и свободи.                                  |
| 44                                            |         | Ренета Инджова (род. 1953)          | 17 октомври 1994 (служебен) | 25 януари 1995    | безпартиен                                     | Инджова             | Ръководи служебно правителство, назначено от президента Жельо Желев                   |
| 45                                            |         | Жан Виденов (род. 1959)             | 25 януари 1995              | 13 февруари 1997  | Демократична левица                            | Виденов             | [ 55 ]                                                                                |
| 46                                            |         | Стефан Софиянски (род. 1951)        | 13 февруари 1997 (служебен) | 21 май 1997       | ОДС                                            | Софиянски           | Ръководи служебно правителство, назначено от президента Петър Стоянов                 |
| 47                                            |         | Иван Костов (род. 1949)             | 21 май 1997                 | 24 юли 2001       | ОДС                                            | Костов              | [ 58 ] [ 59 ]                                                                         |
| 48                                            |         | Симеон Сакскобургготски (род. 1937) | 24 юли 2001                 | 17 август 2005    | НДСВ                                           | Сакскобургготски    | [ 60 ] [ 61 ]                                                                         |
| 49                                            |         | Сергей Станишев (род. 1966)         | 17 август 2005              | 27 юли 2009       | Коалиция за България                           | Станишев            | Управлява с мандат на Движението за права и свободи.                                  |
| 50                                            |         | Бойко Борисов (род. 1959)           | 27 юли 2009                 | 13 март 2013      | ГЕРБ                                           | Борисов 1           | [ 64 ] [ 65 ]                                                                         |
| 51                                            |         | Марин Райков (род. 1960)            | 13 март 2013 (служебен)     | 29 май 2013       | безпартиен                                     | Райков              | Ръководи служебно правителство, назначено от президента Росен Плевнелиев              |
| 52                                            |         | Пламен Орешарски (род. 1960)        | 29 май 2013                 | 6 август 2014     | безпартиен                                     | Орешарски           | Управлява с мандат на Коалиция за България.                                           |
| 53                                            |         | Георги Близнашки (род. 1956)        | 6 август 2014 (служебен)    | 7 ноември 2014    | безпартиен                                     | Близнашки           | Ръководи служебно правителство, назначено от президента Росен Плевнелиев              |
| (50)                                          |         | Бойко Борисов (род. 1959)           | 7 ноември 2014              | 27 януари 2017    | ГЕРБ                                           | Борисов 2           | [ 66 ]                                                                                |
| 54                                            |         | Огнян Герджиков (род. 1946)         | 27 януари 2017 (служебен)   | 4 май 2017        | безпартиен                                     | Герджиков           | Ръководи служебно правителство, назначено от президента Румен Радев                   |
| (50)                                          |         | Бойко Борисов (род. 1959)           | 4 май 2017                  | 12 май 2021       | ГЕРБ                                           | Борисов 3           | Ръководи коалиционно правителство с мандата на ГЕРБ                                   |
| 55                                            |         | Стефан Янев (род. 1960)             | 12 май 2021 (служебен)      | 13 декември 2021  | безпартиен                                     | Янев 1 Янев 2       | Ръководи последователно две служебни правителства назначени от президента Румен Радев |
| 56                                            |         | Кирил Петков (род. 1980)            | 13 декември 2021            | 2 август 2022     | Продължаваме промяната                         | К. Петков           | Ръководи коалиционно правителство с мандат на Продължаваме промяната                  |
| 57                                            |         | Гълъб Донев (род. 1967)             | 2 август 2022 (служебен)    | 6 юни 2023        | безпартиен                                     | Донев 1 Донев 2     | Ръководи последователно две служебни правителства назначени от президента Румен Радев |
| 58                                            |         | Николай Денков (род. 1962)          | 6 юни 2023                  | 9 април 2024      | Продължаваме промяната – Демократична България | Денков              | Министър-председател с мандат на ПП-ДБ в правителство между ГЕРБ-СДС и ПП-ДБ          |
| 59                                            |         | Димитър Главчев (род. 1963)         | 9 април 2024 (служебен)     | 16 януари 2025    | безпартиен                                     | Главчев 1 Главчев 2 | Ръководи последователно две служебни правителства назначени от президента Румен Радев |
| 60                                            |         | Росен Желязков (род. 1968)          | 16 януари 2025              |                   | ГЕРБ-СДС                                       | Желязков            | Министър-председател с мандат на ГЕРБ-СДС в коалиционно правителство с БСП-ОЛ и ИТН   |

## Статистика

###### Обща продължителност на управлението над 3 г. за всички мандати към8август2025г.
| №  | Име                     | Време за управление | Брой мандати |
| -- | ----------------------- | ------------------- | ------------ |
| 1  | Станко Тодоров          | 9 г. 11 м. 9 д.     | 2            |
| 2  | Бойко Борисов           | 9 г. 10 м. 14 д.    | 3            |
| 3  | Тодор Живков            | 8 г. 7 м. 18 д.     | 2            |
| 4  | Стефан Стамболов        | 6 г. 9 м.           | 1            |
| 5  | Антон Югов              | 6 г. 7 м. 2 д.      | 3            |
| 6  | Вълко Червенков         | 6 г. 2 м. 14 д.     | 1            |
| 7  | Васил Радославов        | 5 г. 9 м. 16 д.     | 3            |
| 8  | Андрей Ляпчев           | 5 г. 5 м. 24 д.     | 3            |
| 9  | Гриша Филипов           | 4 г. 9 м. 5 д.      | 1            |
| 10 | Константин Стоилов      | 4 г. 8 м. 21 д.     | 3            |
| 11 | Георги Кьосеиванов      | 4 г. 2 м. 24 д.     | 4            |
| 12 | Иван Костов             | 4 г. 2 м. 3 д.      | 1            |
| 13 | Симеон Сакскобургготски | 4 г. 24 д.          | 1            |
| 14 | Сергей Станишев         | 3 г. 11 м. 10 д.    | 1            |
| 15 | Александър Малинов      | 3 г. 10 м. 24 д.    | 5            |
| 16 | Георги Атанасов         | 3 г. 10 м. 14 д.    | 1            |
| 17 | Александър Стамболийски | 3 г. 8 м. 3 д.      | 2            |
| 18 | Богдан Филов            | 3 г. 6 м. 24 д.     | 2            |
| 19 | Рачо Петров             | 3 г. 5 м. 14 д.     | 2            |
| 20 | Петко Каравелов         | 3 г. 4 м. 15 д.     | 4            |

###### Живи бивши министър-председатели
Към 25 януари 2025 г. има 17 живи бивши министър-председатели, които са изброени по-долу:
| Име                     | Мандат                              | Дата на раждане     |
| ----------------------- | ----------------------------------- | ------------------- |
| Филип Димитров          | 1991 – 1992                         | 31 март 1955 г.     |
| Ренета Инджова          | 1994 – 1995                         | 6 юли 1953 г.       |
| Жан Виденов             | 1995 – 1997                         | 22 март 1959 г.     |
| Стефан Софиянски        | 1997                                | 7 ноември 1951 г.   |
| Иван Костов             | 1997 – 2001                         | 23 декември 1949 г. |
| Симеон Сакскобургготски | 2001 – 2005                         | 16 юни 1937 г.      |
| Сергей Станишев         | 2005 – 2009                         | 5 май 1966 г.       |
| Бойко Борисов           | 2009 – 2013 2014 – 2017 2017 – 2021 | 13 юни 1959 г.      |
| Марин Райков            | 2013                                | 17 декември 1960 г. |
| Пламен Орешарски        | 2013 – 2014                         | 21 февруари 1960 г. |
| Георги Близнашки        | 2014                                | 4 октомври 1956 г.  |
| Огнян Герджиков         | 2017                                | 19 март 1946 г.     |
| Стефан Янев             | 2021                                | 1 март 1960 г.      |
| Кирил Петков            | 2021 – 2022                         | 17 април 1980 г.    |
| Гълъб Донев             | 2022 – 2023                         | 28 февруари 1967 г. |
| Николай Денков          | 2023 – 2024                         | 3 септември 1962 г. |
| Димитър Главчев         | 2024 – 2025                         | 15 август 1963 г.   |

Най-скорошната смърт на бивш министър-председател е тази на Георги Атанасов (1986 – 1990) – починал на 31 март 2022 г., на 88-годишна възраст. До момента най-дълголетния министър-председател в историята на България е Стоян Данев, който умира на 91 години.